# 1497 en musique classique
| \| • Retour à la chronologie générale de la musique classique • \| |
| Grèce • Rome • Haut Moyen Âge • VIIIe siècle • IXe siècle • Xe siècle • XIe siècle XIIe siècle • XIIIe siècle • XIVe siècle • XVe siècle • XVIe siècle • XVIIe siècle XVIIIe siècle • XIXe siècle • XXe siècle • XXIe siècle |
| • Retour à la chronologie générale de la musique classique • |

| Années en musique classique : 1494 - 1495 - 1496 - 1497 - 1498 - 1499 - 1500    |
| Décennies en musique classique : 1460 - 1470 - 1480 - 1490 - 1500 - 1510 - 1520 |

## Événements
- Le compositeur flamand Heinrich Isaac devient musicien à la cour de l’empereur Maximilien Ier. Il partage son temps entre Vienne et Florence, ville natale de son épouse. Nommé représentant diplomatique de la cour de Maximilien en Toscane, il s’installe finalement à Florence, où le fils de Laurent de Médicis lui alloue une pension.

## Œuvre
- Nymphes des bois, la Déploration sur la mort d'Ockeghem, lamento composé en février 1497 par Josquin des Prés à l'occasion de la mort de Johannes Ockeghem.

## Naissances

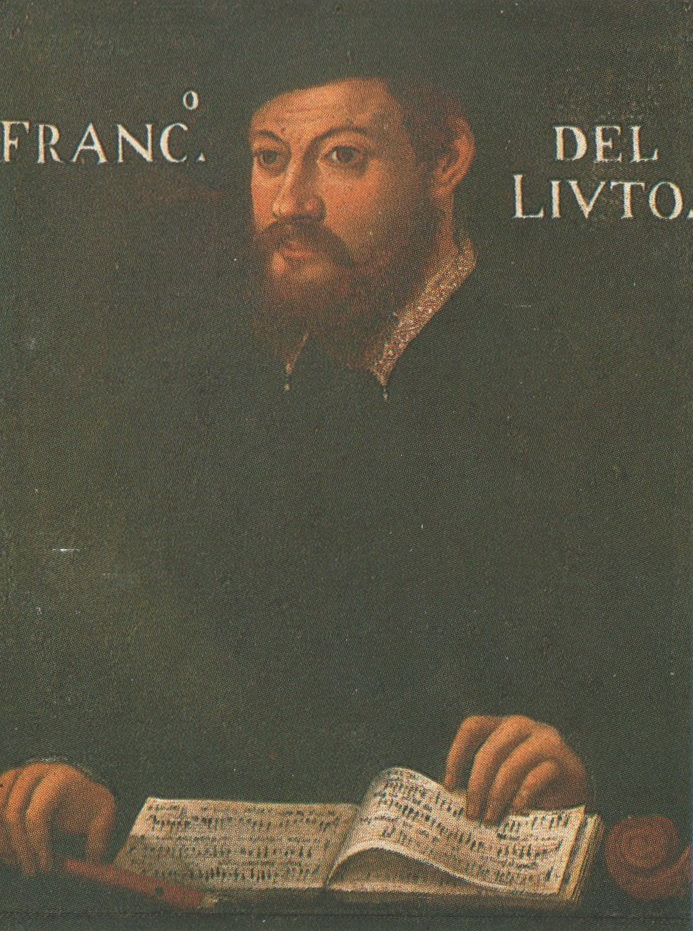
Francesco Canova da Milano

- 18 août : Francesco Canova da Milano, luthiste et compositeur italien († 2 janvier 1543).

Date indéterminée :
- Matteo Rampollini, compositeur italien († 1553).

## Décès
- 6 février : Johannes Ockeghem, compositeur franco-flamand (° vers 1420)

Fin 1497 :
- Johannes Martini, compositeur franco-flamand (° vers 1440).

Date indéterminée :
- Henry Abyngdon, chanteur et organiste anglais (° vers 1418)

Vers 1497 :
- Hayne van Ghizeghem, compositeur franco-flamand (° vers 1445).